# Zotefoams
 (avril 2011).
Si vous disposez d'ouvrages ou d'articles de référence ou si vous connaissez des sites web de qualité traitant du thème abordé ici, merci de compléter l'article en donnant les références utiles à sa vérifiabilité et en les liant à la section « Notes et références ».
Zotefoams plc est une entreprise anglaise de fabrication de mousses polyoléfines réticulées en bloc, produit utilisé par exemple pour ranger des accessoires dans des boîtes.